# The Green Ghost Project
The Green Ghost Project è un album collaborativo tra il rapper statunitense Styles P e il produttore DJ Green Lantern, pubblicato nel 2010 da Invasion Music.

## Descrizione e ricezione
| Recensione | Giudizio |
| ---------- | -------- |
| AllMusic   | [ 1 ]    |
| RapReviews | [ 2 ]    |

Il titolo è un riferimento ai due artisti: Styles P è anche noto come "Ghost". In precedenza all'uscita dell'album collaborativo, DJ Green Lantern ha pubblicato un elevato numero di mixtape di successo ritagliandosi il suo spazio nella scena hip hop newyorkese, mentre il rapper ha pubblicato diversi lavori sia da solista sia come terzo membro dei D-Block.
Nonostante la presenza di Green Lantern, alle produzioni collaborano anche beatmaker esperti come Statik Selektah, The Alchemist, Buckwild e Dame Grease. Tra gli ospiti del disco sono presenti, oltre agli altri membri della D-Block Jadakiss e Sheek Louch, anche N.O.R.E., gli M.O.P. e Raekwon. La performance di Billy Danze e Lil' Fame è particolarmente apprezzata e il progetto ottiene un discreto successo sia da parte della critica sia a livello commerciale.

## Tracce
1. Nothing to Lose – 3:03 – DJ Green Lantern
2. Double Trouble (featuring Sheek Louch) – 3:28 – DJ Green Lantern
3. Callin' Me (featuring Tre Williams) – 3:58 – Scram Jones
4. Send a Kite (featuring Dwayne Collins) – 4:06 – DJ Green Lantern
5. Make Millions from Entertainment – 3:27 – The Alchemist
6. Invasion (featuring Jadakiss & Junior Reid) – 3:11 – DJ Green Lantern
7. Time Will Tell (featuring Raekwon) – 2:31 – Buckwild
8. Pablo Doe (featuring N.O.R.E. & Uncle Murda) – 3:46 – DJ Green Lantern
9. Real Ghostly – 3:24 – Dutchez Beatz
10. Pretty Little Thing (featuring June Summers) – 3:20 – DJ Green Lantern
11. Shadows – 3:55 – Statik Selektah
12. Legal Money – 3:37 – Vinny Idol
13. That's Me (featuring S.I.) – 3:10 – Dame Grease
14. Bang Time (featuring M.O.P.) – 4:13 – DJ Green Lantern
15. Born in These Streets (featuring Tre Williams) – 3:36 – Poobs

## Classifiche settimanali
| Classifica (2010)         | Posizione massima |
| ------------------------- | ----------------- |
| US Independent Albums     | 34                |
| US Top Rap Album          | 16                |
| US Top R&B/Hip-Hop Albums | 44                |